# Brachythecium austrosalebrosum
Brachythecium austrosalebrosum är en bladmossart som beskrevs av Jean Édouard Gabriel Narcisse Paris 1894. Brachythecium austrosalebrosum ingår i släktet gräsmossor, och familjen Brachytheciaceae. Inga underarter finns listade i Catalogue of Life.